# Zaucie Wielkie (wieś)
Zaucie Wielkie – dawna wieś. Tereny na których leżała znajdują się obecnie na Białorusi, w obwodzie witebskim, w rejonie miorskim, w sielsowiecie Zaucie.
Dawniej używane nazwy – Zaaucie, Zaucie 2.

## Historia
W czasach zaborów wieś w gminie Jazno, w powiecie dzisieńskim, w guberni wileńskiej Imperium Rosyjskiego.
W latach 1921–1945 wieś leżała w Polsce, w województwie wileńskim, w powiecie dziśnieńskim, w gminie Jazno.
Według Powszechnego Spisu Ludności z 1921 roku zamieszkiwały tu 63 osoby, 17 było wyznania rzymskokatolickiego a 46 prawosławnego. Jednocześnie 17 mieszkańców zadeklarowało polską przynależność narodową a 46 białoruską. Było tu 12 budynków mieszkalnych. W 1931 w 10 domach zamieszkiwało 63 osoby.
Wierni należeli do parafii rzymskokatolickiej i prawosławnej w Jaźnie. Miejscowość podlegała pod Sąd Grodzki w Dziśnie i Okręgowy w Wilnie; właściwy urząd pocztowy mieścił się w Jaźnie.